# Ultima Cena (Jaume Serra)
L'Ultima Cena è un dipinto a tempera su tavola di Jaume Serra. È conservato presso la Galleria Regionale del Palazzo Abatellis di Palermo. L'opera costituiva parte della predella di una pala d'altare perduta, nella quale l'episodio dell'Ultima Cena rappresentava solitamente lo scomparto centrale.
Cristo è raffigurato al centro della stanza accanto a Giovanni dormiente che si abbandona sul suo grembo, in un'immagine tipica di questa iconografia.
Il catalano Serra dipinse un'altra versione di questo soggetto, conservata a Villanueva de Sigena, nella provincia di Huesca.